# Mari Blanchard
Mari Blanchard (nacida Mary E. Blanchard, 13 de abril de 1923 – 10 de mayo de 1970) fue una actriz de cine y televisión estadounidense, conocida sobre todo por sus papeles de mujer fatal de películas de serie B en producciones estadounidenses de los años cincuenta y principios de los sesenta.

## Primeros años y carrera
Blanchard nació el 13 de abril de 1923 en Long Beach, California (aunque algunas fuentes citan su año de nacimiento en 1927). Tras sobrevivir a la poliomielitis a los nueve años, su salud mejoró lo suficiente como para escaparse de casa y unirse a un circo en su adolescencia. Posteriormente estudió en la Universidad del Sur de California, en la Universidad de California en Los Ángeles y en el Santa Barbara State College.
A finales de la década de 1940, Blanchard se convirtió en una exitosa modelo de prensa y extra de cine; sin embargo, después de que un productor la viera en un anuncio de baños de espuma, empezó a tener un éxito limitado como actriz en la "gran pantalla." Entre 1950 y 1951 interpretó pequeños papeles en varias películas de MGM, RKO, y Paramount, hasta que en 1952 fichó por Universal-International. Su primera película en la Universal fue Back at the Front, a la que siguió en 1953 la aventura romántica The Veils of Bagdad, que protagonizó junto a Victor Mature.
Sin embargo, uno de los papeles cinematográficos más memorables de Blanchard fue su interpretación de una reina venusina, Allura, en la comedia de 1953 Abbott and Costello Go to Mars. Luego protagonizó en 1954 Destry, un wéstern con Audie Murphy, en el que retomaba un personaje que Marlene Dietrich había interpretado en la versión original de la historia de 1939, Destry Rides Again, pero cambiando el nombre del personaje de "Frenchy" a "Brandy".
Otras películas de la década de 1950 en las que aparece son Son of Sinbad (1955), Stagecoach to Fury (1956), She Devil (1957), Jungle Heat (1957), No Place to Land (1958) y Machete (1958). Tras su trabajo en estas películas, Blanchard empezó a centrarse cada vez más en la televisión, aunque apareció en algunas otras películas en la década de 1960, incluido un pequeño pero extravagante papel como Camille en McLintock! (1963), dirigida por Andrew MacLaglen y protagonizada por John Wayne.
En televisión, Blanchard apareció en "Escape From Fear" (1955), un episodio de la serie antológica Climax! Hizo apariciones como invitada en varias series de televisión hasta finales de la década de 1960, incluyendo Rawhide 1959 y (1961) – Laura Carter en S3:E14, "Incident of the Big Blowout", Bachelor Father (1959), Tales of Wells Fargo (1960), Laramie (1960), Sea Hunt (1960), Hawaiian Eye (1961), 77 Sunset Strip (1961: dos episodios, dos personajes diferentes), Perry Mason (1963, como la víctima de asesinato Irene Chase en el episodio "The Case of the Melancholy Marksman"), Burke's Law (1965), The Virginian (1967) y It Takes a Thief (1968). También participó en la serie de corta duración Klondike (1960–1961: 12 episodios).

## Vida personal
Blanchard estuvo casada tres veces: con el abogado Reese Hale Taylor, Jr. (1960–1961); George Shepard (1965–1966); y con el fotógrafo Vincent J. Conti (1967–1970). Todas las uniones fueron sin hijos.
En una entrevista con la columnista de belleza de Los Angeles Times Lydia Lane en 1955, Blanchard fue preguntada sobre la frecuencia con la que ha tenido que cambiar su color de pelo para diversos papeles cinematográficos, y la conversación no sólo conduce a un análisis de Blanchard sobre las percepciones que la gente tiene de "rubias vs morenas", sino que también revela que había estado estudiando derecho internacional en la Universidad del Sur de California USC. Lydia pregunta: "Pensabas seriamente en ser abogada?". Blanchard responde "Lo estaba hasta que descubrí hasta qué punto discriminan a las mujeres."
Retirada del cine tras el estreno de McLintock! en 1963, Blanchard siguió actuando en algunas series de televisión hasta que su débil salud la obligó finalmente a poner fin a su carrera. Su última actuación acreditada fue en 1968, interpretando el papel de Madame Gamar en la serie It Takes a Thief.
Diagnosticada de cáncer en 1963, luchó contra la enfermedad en esas últimas actuaciones y durante el resto de sus años.
El 10 de mayo de 1970, a la edad de 47 años, falleció en Woodland Hills, California; y de acuerdo con sus deseos, sus restos fueron incinerados y esparcidos en el mar.

## Filmografía
| Año  | Título                         | Papel                             | Notas                   |
| ---- | ------------------------------ | --------------------------------- | ----------------------- |
| 1947 | Copacabana                     | Copa Girl                         | sin acreditar           |
| 1950 | Mr. Music                      | Chorine                           | sin acreditar           |
| 1951 | On the Riviera                 | Eugenie                           | sin acreditar           |
| 1951 | No Questions Asked             | Natalie                           |                         |
| 1951 | Bannerline                     | Eloise                            | sin acreditar           |
| 1951 | Ten Tall Men                   | Marie DeLatour                    |                         |
| 1951 | The Unknown Man                | Sally Tever                       |                         |
| 1951 | Overland Telegraph             | Stella                            |                         |
| 1952 | Something to Live For          | chica del sombrero                | sin acreditar           |
| 1952 | The Brigand                    | Dona Dolores Castro               |                         |
| 1952 | Assignment – Paris!            | Wanda Marlowe                     | (escenas eliminadas)    |
| 1952 | Back at the Front              | Nina - cómplice de Johnny Redondo |                         |
| 1953 | Abbott and Costello Go to Mars | Queen Allura                      |                         |
| 1953 | The Veils of Bagdad            | Selima                            |                         |
| 1954 | Rails Into Laramie             | Lou Carter                        |                         |
| 1954 | Black Horse Canyon             | Aldis Spain                       |                         |
| 1954 | Destry                         | Brandy                            |                         |
| 1955 | Son of Sinbad                  | Kristina                          |                         |
| 1955 | The Return of Jack Slade       | Texas Rose                        |                         |
| 1955 | The Crooked Web                | Joanie Daniel                     |                         |
| 1956 | The Cruel Tower                | Mary 'The Babe' Thompson          |                         |
| 1956 | Canasta de cuentos mexicanos   | Gladys Winthrop                   | (segmento de "Canasta") |
| 1956 | Stagecoach to Fury             | Barbara Duval                     |                         |
| 1957 | She Devil                      | Kyra Zelas                        |                         |
| 1957 | Jungle Heat                    | Ann McRae                         |                         |
| 1958 | No Place to Land               | Iris Lee LaVonne                  |                         |
| 1958 | Machete                        | Jean Montoya                      |                         |
| 1958 | Karasu                         |                                   |                         |
| 1962 | Don't Knock the Twist          | Dulcie Corbin                     |                         |
| 1963 | Twice Told Tales               | Sylvia Ward                       |                         |
| 1963 | McLintock!                     | Camille Reedbottom                |                         |